# Siouxsie Wiles
Pour les articles homonymes, voir Wiles.
Siouxsie Wiles (née Susanna Wiles) est une microbiologiste et vulgarisatrice scientifique britannique et néo-zélandaise. Ses domaines de spécialisation sont les maladies infectieuses et la bioluminescence. Elle est basée en Nouvelle-Zélande.
Elle est à la tête du Bioluminescent Superbugs Lab de l'université d'Auckland.

## Enfance
Wiles est née au Royaume-Uni, a grandi au Royaume-Uni et en Afrique du Sud. Sa mère est travailleuse sociale à la retraite et son père est propriétaire d'une entreprise.

## Éducation

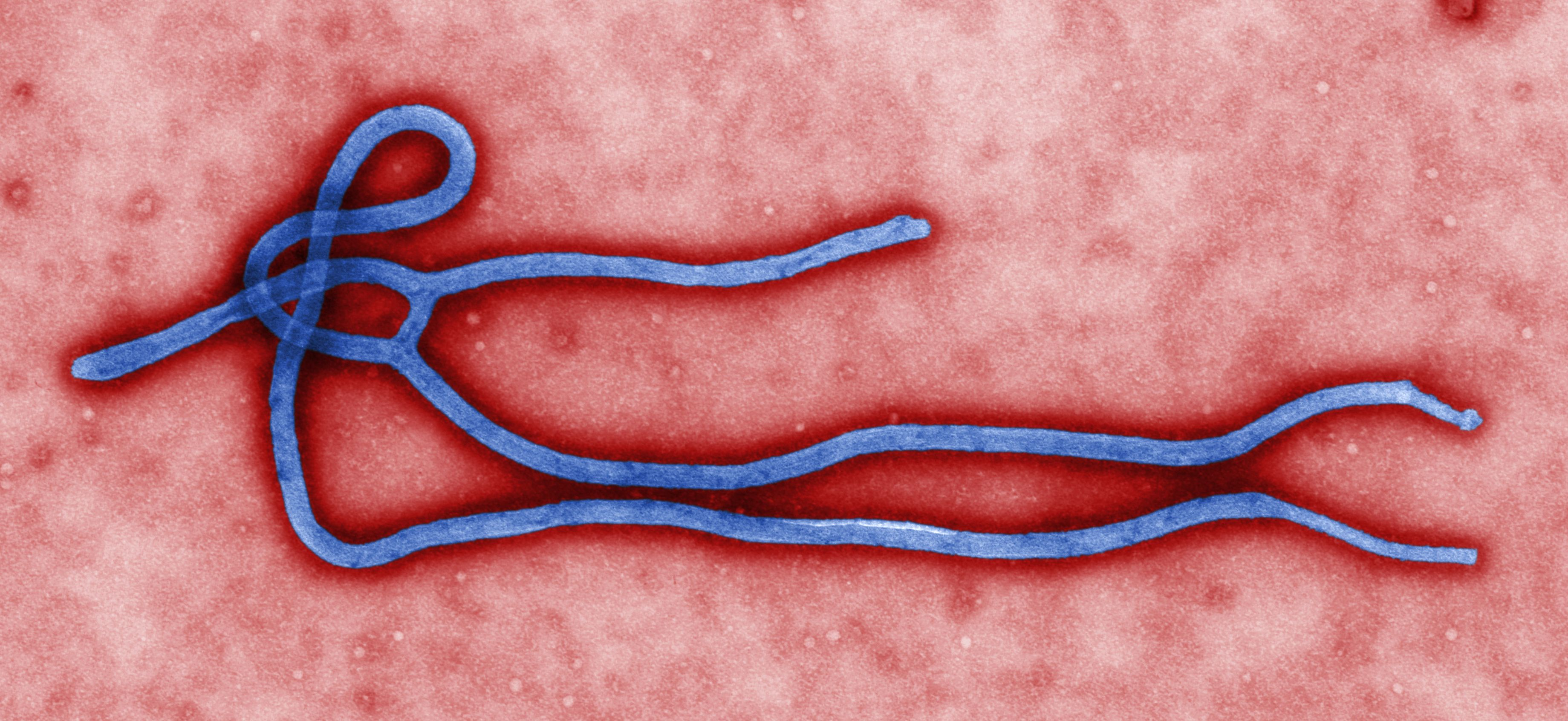
virion du virus Ebola.

Ebola est le microbe qui a suscité l'intérêt de Wiles pour la microbiologie lorsqu'elle était adolescente. Lors de sa conférence TEDxChristchurch en 2015, elle a déclaré : « C'est ce microbe qui m'a rendu accro à la microbiologie, car il est à la fois étonnant et terrifiant. J'étais adolescente quand j'ai lu pour la première fois sur Ebola et tout ce que je pouvais penser était : Comment cela transforme-t-il le corps humain en une usine à virus ? ».
Le livre The Hot Zone de Richard Preston, qui se concentre sur Ebola, a poussé Wiles à concentrer sa formation sur la microbiologie médicale.
Wiles a étudié à l'Université d'Édimbourg et a obtenu en 1997 un B.Sc. (Hons) en microbiologie médicale. Pendant ses études de premier cycle, elle a reçu une bourse Nuffield et a travaillé à l'École des sciences biologiques de l'université. Wiles a obtenu son doctorat à l'Université Napier d'Édimbourg, en menant des recherches au Centre d'écologie et d'hydrologie (en) (anciennement connu sous le nom d'Institut de virologie et de microbiologie environnementale), situé à Oxford,.
Au cours de son doctorat, Wiles a d'abord utilisé la bioluminescence pour créer des biocapteurs afin de surveiller la santé de microbes bénéfiques pour l'environnement.

## Vie professionnelle
Après avoir terminé son doctorat, Wiles a déménagé à l'Imperial College de Londres pour un poste de recherche post-doctorale sur la tuberculose. En 2007, elle est devenue maître de conférences au Département des maladies infectieuses et de l'immunité de l'Imperial College et en 2009 elle a reçu une bourse Sir Charles Hercus du Health Research Council (en) de Nouvelle-Zélande et a déménagé à l'Université d'Auckland. Wiles est à la tête du laboratoire de super-insectes bioluminescents de l'université,.
En 2013, elle a remporté le prix du Premier ministre pour la communication scientifique et médiatique (en), qui comprend un prix de 100 000 NZ$,.
Wiles a lancé la société Brightenz qui vend des kits avec lesquels on peut créer de l'art bioluminescent à la maison.
En 2018, Wiles est devenu l'ambassadrice scientifique de House of Science, une entreprise à but non lucratif visant à accroître la culture scientifique (en) dans les communautés locales. Elle a également été réélue conseillère générale de la Société royale de Nouvelle-Zélande en 2018. Deux ans plus tard, elle figurait sur la liste des 100 femmes de la BBC annoncée le 23 novembre 2020.
Wiles travaille également à la recherche de nouveaux antibiotiques en examinant 10 000 champignons néo-zélandais pour une éventuelle utilisation médicale.

### Laboratoire de superbactéries bioluminescentes

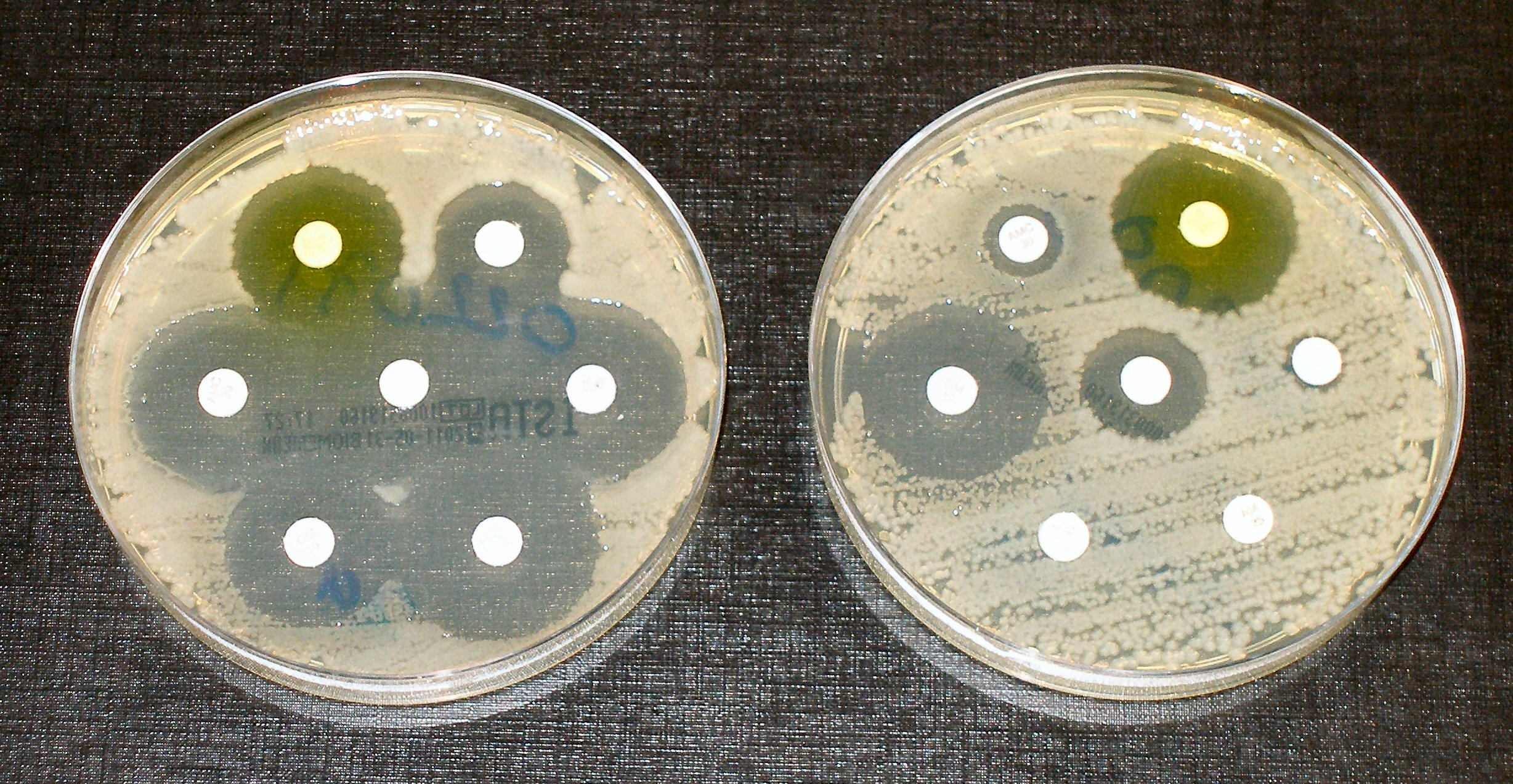
Bactéries résistantes aux antibiotiques.

Wiles dirige le Bioluminescent Superbugs Lab à l'université d'Auckland qui se concentre sur la façon dont les bactéries incandescentes peuvent faire progresser la compréhension des infections microbiennes telles que les intoxications alimentaires, la tuberculose et les superbactéries hospitalières.
La bioluminescence est utilisée pour accélérer le processus de développement de nouveaux antibiotiques en utilisant la lumière émise par les bactéries, car seules les bactéries vivantes émettent de la lumière. À propos de son travail, Wiles dit que « Ma carrière a été construite sur la fabrication de vilaines bactéries bioluminescentes et leur utilisation pour toutes sortes de choses, y compris la découverte de nouveaux médicaments ». La Nouvelle-Zélande a certains des taux les plus élevés de maladies infectieuses parmi les pays développés. Dans le monde, 700 000 personnes meurent chaque année de maladies résistantes aux médicaments.

### Vulgarisation scientifique

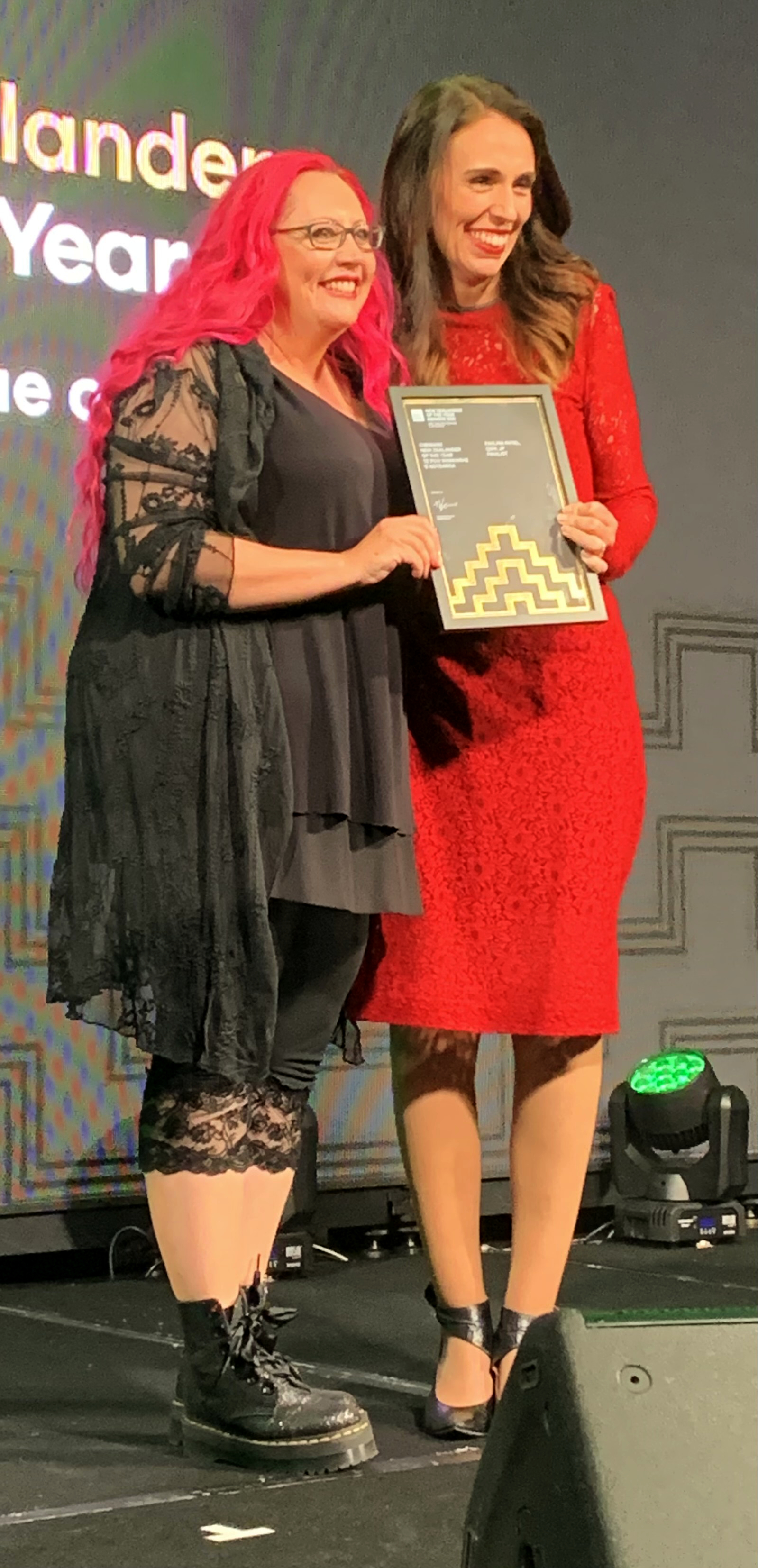
Siousxie Wiles et la Première ministre Jacinda Ardern

Wiles est passionnée par la démystification de la science pour le grand public. Elle est une blogueuse active sur Sciblogs.co.nz (en), une podcasteuse en ligne, une commentatrice sur Radio New Zealand et apparaît dans des émissions de télévision pour discuter d'histoires scientifiques dans l'actualité. Elle était l'une des huit scientifiques qui ont dirigé le « Great New Zealand Science Project », le programme d'engagement public du gouvernement néo-zélandais menant aux National Science Challenges en 2012,,.
Elle a commandé, co-écrit et est apparue avec sa fille dans l'émission scientifique en ligne pour enfants de TVNZ Siouxsie & Eve Investigate.
De 2010 à 2016, Wiles a été co-animatrice du podcast Completely Unnecessary Skeptical qui portait sur le scepticisme scientifique en Nouvelle-Zélande.
Elle a également utilisé l'art et le cinéma pour communiquer des idées scientifiques : en 2011, elle a collaboré avec le graphiste australien Luke Harris pour produire une série de films d'animation mettant en scène des créatures bioluminescentes et leurs utilisations en science. Les animations sur l'utilisation des lucioles par la NASA pour la recherche de la vie extraterrestre ont été sélectionnées pour être incluses au 6e Imagine Science Film Festival à New York en 2013 et au Festival du film scientifique du Goethe Institute en 2014. Wiles a collaboré avec l'artiste Rebecca Klee sur une installation au Auckland Art in the Dark Festival en 2013, qui mettait en vedette le calmar bobtail hawaïen et Aliivibrio fischeri ,,. Wiles pense que l'enseignement des sciences pertinent devrait commencer à l'école primaire, pour accroître la culture scientifique et l'intérêt pour le domaine plus généralement.

Aplatir la courbe : comment des mesures simples de santé publique sauvent des vies de la maladie à coronavirus 2019

Parmi ses projets de communication scientifique en 2015 figure l'exposition Biolumination II.
Wiles est active dans le mouvement sceptique ayant reçu le prix du sceptique de l'année des NZ Skeptics en 2016 et a participé à plusieurs conférences NZ Skeptic. Elle s'est également prononcée contre les anti-vaccins et d'autres problèmes de santé publique,.
En 2018, Wiles a été nommée finaliste des prix du Néo-Zélandais de l'année (en) pour son travail sur les superbactéries résistantes aux antibiotiques et les maladies infectieuses. Elle a remporté le prix en 2021 pour son leadership dans la communication publique de la réponse COVID-19 de la Nouvelle-Zélande,.
Wiles a été à la pointe de la communication scientifique en Nouvelle-Zélande pendant la pandémie de Covid-19. Avec le caricaturiste Toby Morris (en), Wiles a créé « Aplatir la courbe », une bande dessinée GIF animée pour The Spinoff (en) afin de décrire comment de simples actions citoyennes pourraient réduire considérablement le nombre de morts. La bande dessinée est devenue virale et a été vue dans le monde entier (y compris sur Wikipédia). Appelé the defining chart of the coronavirus, il était basé sur des graphiques antérieurs des Centres pour le contrôle et la prévention des maladies, Rosamund Pearce de The Economist et le professeur de l'Université Thomas Jefferson Drew Harris,.
En 2020, Wiles a fait l'objet d'un court métrage documentaire intitulé Siouxsie and the Virus.
À la mi-septembre 2021, Wiles a critiqué la décision du gouvernement néo-zélandais d'abandonner sa stratégie d'élimination du COVID-19, affirmant que cela mettrait en danger les personnes non vaccinées et vulnérables. Lors du lancement du COVID-19 Protection Framework (en) (système de feux de circulation) en décembre 2021, Wiles a exhorté les habitants d'Auckland à mettre de côté leurs projets de vacances d'été afin de contenir la propagation du variant Delta au sein de la communauté.

## Livres et publications

### Antibiotic Resistance
Le livre de Wiles Antibiotic Resistance: The End of Modern Medicine? a été publié en 2017 et a examiné le problème mondial croissant de la résistance aux antibiotiques ,. Commentant le livre, l'expert en maladies infectieuses de l'Université d'Otago, le professeur Kurt Krause, l'a décrit comme « un appel clair à l'action pour les Néo-Zélandais sur l'un des problèmes les plus critiques auxquels nous sommes confrontés ». Sarah-Jane O'Connor du Science Media Center (en) écrit que le livre « […]Antibiotic Resistance fournira un excellent tutoriel pour ceux qui savent qu'il y a lieu de s'inquiéter mais qui ont besoin de quelques informations supplémentaires pour comprendre pourquoi ».

### publications
- Wiles, Siouxsie, Antibiotic Resistance: The End of Modern Medicine?, 2017,  (ISBN 9780947518653).
- Shirley, O. C., Bayan, A., et al. Do surgical helmet systems affect intraoperative wound contamination? A randomised controlled trial in Archives of Orthopaedic and Trauma Surgery 2017, 137.
- Sun, Y., Emolo, C., Holtfreter, S., et al., Staphylococcal Protein A Contributes to Persistent Colonization of Mice with Staphylococcus aureus in Journal of bacteriology 2018, 200 (9).10.1128/JB.00735-17.
- Murdoch, D., Addidle, M., Andersson, H.-S. et al., Politicians: please work together to minimise the spread of COVID-19 in The New Zealand medical journal 2020, 133 (1511), p. 7–8.
- Yathursan, S., Wiles, S., Read, H., & Sarojini, V., A review on anti-tuberculosis peptides: Impact of peptide structure on anti-tuberculosis activity in Journal of peptide science : an official publication of the European Peptide Society 2019, 5 (11)10.1002/psc.3213.
- Merry, A. F., Gargiulo, D. A. et al., The effect of implementing an aseptic practice bundle for anaesthetists to reduce postoperative infections, the Anaesthetists Be Cleaner (ABC) study: protocol for a stepped wedge, cluster randomised, multi-site trial in Trials 2019, 20 (1)10.1186/s13063-019-3402-8.
- Ryder, B. M., Sandford, S. K., et al. Gr1(int/high) Cells Dominate the Early Phagocyte Response to Mycobacterial Lung Infection in Mice in Frontiers in Microbiologie 2019, 1010.3389/fmicb.2019.00402.

## Vie privée
Wiles est marié à Steven Galbraith, professeur de mathématiques à l'université d'Auckland et ensemble, ils ont une fille. Elle a rencontré son mari, un Néo-Zélandais, à Londres et a quitté son poste à l'Imperial College de Londres pour s'installer en Nouvelle-Zélande en 2009,. Wiles a obtenu la nationalité néo-zélandaise en 2014.
Elle est fan de Lego et aime jouer avec tout en critiquant ce qu'elle qualifie de préjugé sexiste dans les figurines Lego. Elle s'est teint les cheveux depuis qu'elle était adolescente et elle est connue comme la « dame scientifique aux cheveux roses ». Dans un article de blog de 2013, Wiles dit que le nom « Siouxsie » vient de la chanteuse Siouxsie Sioux, chanteuse principale du groupe Siouxsie and the Banshees.
Le 10 septembre 2021, Wiles a attiré l'attention des médias après que le blogueur de droite Cameron Slater (en) a publié une vidéo d'elle en train de socialiser avec une amie sur une plage d'Auckland lors d'un confinement d'alerte de niveau 4 dans la région d'Auckland en réponse à l'épidémie du variant Delta d'août 2021. Slater a allégué que Wiles et son amie avaient bafoué les restrictions de confinement, l'histoire circulant sur plusieurs blogs de droite. En réponse, Wiles a précisé que son amie faisait partie de la même bulle qu'elle et que le couple avait parcouru 5 km à vélo de sa maison à la plage. Elle a également accusé Slater de diffuser de la désinformation afin de la discréditer ainsi que la réponse collective du pays au COVID-19,,. La cheffe du Parti national, Judith Collins, a suscité la controverse lorsqu'elle a décrit Wiles comme une « grosse hypocrite » lors d'une conversation virtuelle avec un groupe Pasifika aligné avec le parti,. En réponse aux critiques de Collins à l'encontre de Wiles, la directrice générale de la santé, Ashley Bloomfield (en), a défendu Wiles contre les allégations selon lesquelles elle aurait enfreint les restrictions de confinement. Wiles a convenu que son amie avait enfreint la règle du niveau 4 « ne pas aller nager » et a déclaré qu'elle aurait dû l'arrêter,,,.

## Prix et distinctions

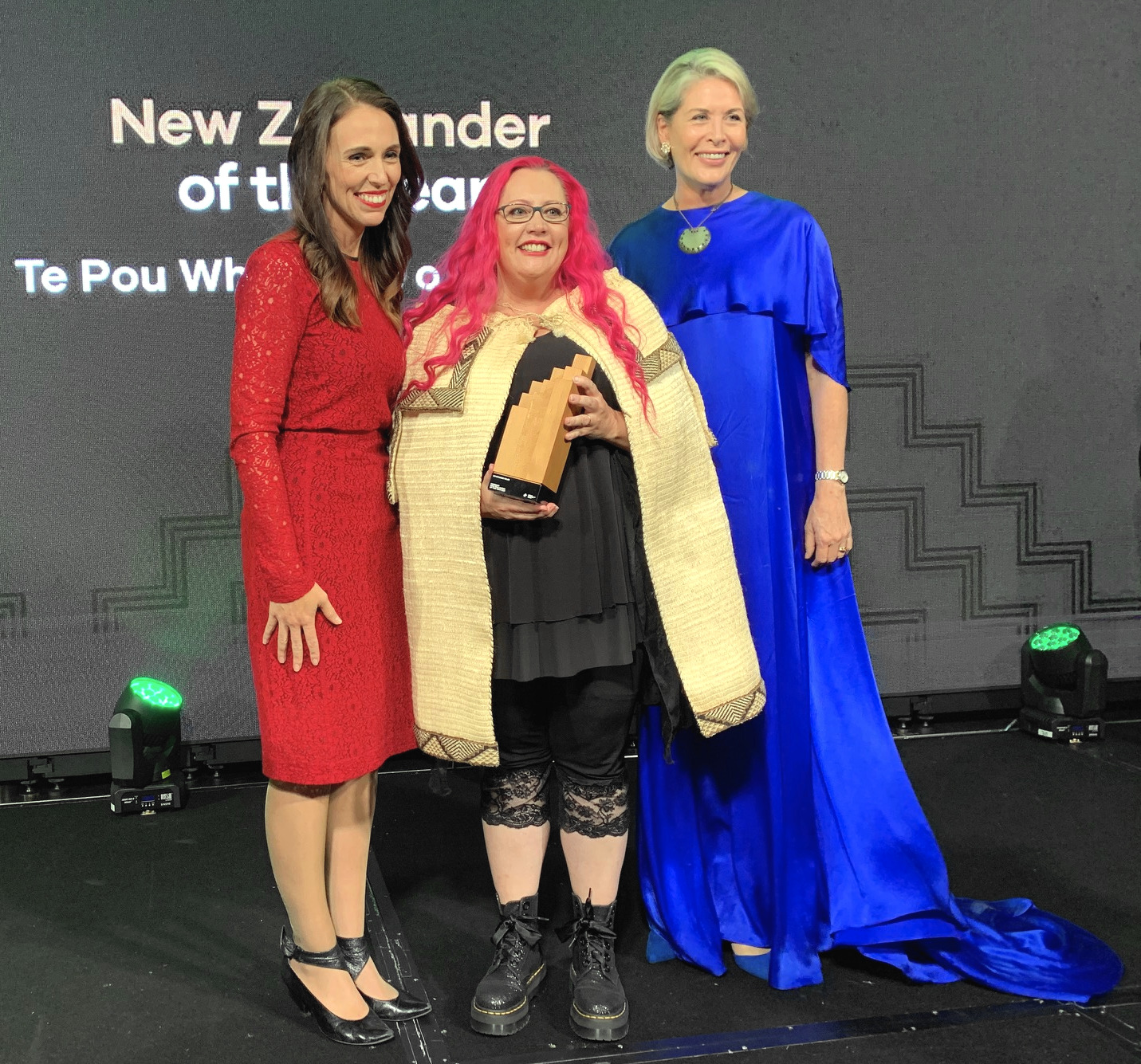
Siouxsie Wiles lors de la cérémonie du Néo-Zélandais de l'année, encadrée par la Première ministre Jacinda Ardern et Jennifer Ward-Lealand, la lauréate de l'année précédente.

- Prix 3Rs du Centre national britannique pour le remplacement, le raffinement et la réduction des animaux en recherche (NC3Rs) en 2005[6],[8]
- Prix Three Rs du Comité consultatif national d'éthique animale de la Nouvelle-Zélande, 2011[6]
- Prix de la communication scientifique de l'Association des scientifiques de Nouvelle-Zélande (maintenant connu sous le nom de médaille Cranwell (en)), 2012[6]
- Prix du Premier ministre (en) pour la communication scientifique et médiatique, 2013[2],[6]
- Médaille Callaghan de la Société royale de Nouvelle-Zélande, 2013[6],[43]
- Prix Blake Leader du Sir Peter Blake Trust, 2016[44].
- Prix du sceptique de l'année des sceptiques néo-zélandais[19]
- Sélectionnée comme l'une des « 150 femmes en 150 mots » de la Royal Society Te Apārangi, célébrant les contributions des femmes au savoir en Nouvelle-Zélande[45].
- 2019 Nommée membre de l'Ordre du Mérite de Nouvelle-Zélande, pour services rendus à la microbiologie et à la communication scientifique, dans le cadre des distinctions honorifiques du Nouvel an 2019 (en)[6],[8].
- 2020, Gagnant suprême, Prix des femmes d'influence néo-zélandaises (en)[46]
- 2021 prix du Néo-Zélandais de l'année (en)[21],[22].